# Aerangis mystacidii
Aerangis mystacidii é uma espécie de orquídea monopodial epífita, família Orchidaceae, que habita do sudoeste da Tanzânia à África do Sul.